# Orocuina
Orocuina is een gemeente (gemeentecode 0610) in het departement Choluteca in Honduras.
De hoofdplaats ligt aan de rivier Orocuina.

## Bevolking
De bevolking is als volgt verdeeld:
| Vrouwen | 9301 | 50,1% |
| Mannen  | 9277 | 49,9% |

## Dorpen
De gemeente bestaat uit negen dorpen (aldea), waarvan de grootste qua inwoneraantal: Orocuina (code 061001), San Andres (061005), Santa Ana (061007) en Santa Lucia (061009).